# Procédure de notification et de retrait de contenu illicite sur Internet en France
La procédure de notification de contenu illicite sur internet est un dispositif de la loi française pour la confiance dans l'économie numérique du 21 juin 2004 dite loi LCEN. Elle a pour but d'obtenir le retrait de tout contenu illicite figurant dans un site internet ou le blocage du site par l'hébergeur et ce, avant toute intervention de l’autorité judiciaire.
Cette procédure est très largement inspirée de la procédure de notice and take down introduite aux États-Unis par le Digital Millennium Copyright Act et répond aux exigences de transposition de la directive européenne du 8 juin 2000 sur le commerce électronique.

## Présentation
L'article 6 de la loi LCEN dispose dans son paragraphe I-5 :

« La connaissance des faits litigieux est présumée acquise par les personnes désignées au 2 lorsqu'il leur est notifié les éléments suivants :
- la date de la notification ;
- si le notifiant est une personne physique : ses nom, prénoms, profession, domicile, nationalité, date et lieu de naissance ; si le requérant est une personne morale : sa forme, sa dénomination, son siège social et l’organe qui la représente légalement ;
- les nom et domicile du destinataire ou, s’il s’agit d’une personne morale, sa dénomination et son siège social ;
- la description des faits litigieux et leur localisation précise ;
- les motifs pour lesquels le contenu doit être retiré, comprenant la mention des dispositions légales et des justifications de faits ;
- la copie de la correspondance adressée à l’auteur ou à l’éditeur des informations ou activités litigieuses demandant leur interruption, leur retrait ou leur modification, ou la justification de ce que l’auteur ou l’éditeur n’a pu être contacté. »

Le texte prévoit que la responsabilité pénale et responsabilité civile des fournisseurs d'hébergements ne peuvent pas être engagées s’il « n'avaient pas effectivement connaissance de l'activité ou de l'information illicites ou si, dès le moment où [ils] en ont eu connaissance, [ils] ont agi promptement pour retirer ces informations ou en rendre l'accès impossible ». Le signalement ou la notification ne sont réputés donner lieu à la connaissance du contenu illicite que lorsque toutes les mentions du signalement sont présentes. Cela signifie que les hébergeurs n'ont pas une obligation générale de surveillance active des contenus qu’ils mettent à la disposition du public. En conséquence, la notification évoquée ci-dessus fait donc présumer que l'hébergeur prend connaissance du caractère illicite du contenu d'un site.
Lorsque l'hébergeur est saisi par un tiers d’une demande de suppression de contenu, il doit décider d’accéder ou non à cette demande, au risque de voir sa responsabilité engagée.
Ainsi, la responsabilité de l’hébergeur ne résulte plus simplement de son inaction à la suite de la saisine de l’autorité judiciaire, mais du défaut de réaction rapide lorsqu’il a effectivement eu connaissance du contenu illicite. En revanche, sa responsabilité n'est pas engagée s’il refuse de retirer des contenus qu'il juge comme n'étant pas manifestement illicites, notamment si « les motifs pour lesquels le contenu doit être retiré » ne lui apparaissent pas suffisamment précis et probants. C'est d'ailleurs ce qu'à jugé le Conseil Constitutionnel en 2004 en précisant que l’hébergeur conserve un pouvoir d’appréciation. 
Reste que la notion d’information manifestement illicite n’est pas précisément définie.
Par ailleurs, afin d'éviter des demandes de retrait abusives, le dispositif prévoit une sanction pénale, en cas de demande de retrait abusive en prévoyant dans une telle hypothèse « une peine d'un an d'emprisonnement et de 15 000 Euros d'amende ». Le risque de la sanction pénale encourue en cas de dénonciation abusive doit permettre de renforcer la crédibilité des notifications adressées aux hébergeurs.
S’agissant du délai dans lequel le fournisseur d’hébergement doit réagir à une notification qui lui est adressée, l’appréciation de la prompte réaction de l’hébergeur se fait au cas par cas par les tribunaux. La jurisprudence retient un délai pour le retrait des contenus compris entre 24h à plusieurs jours.